# Ini Edo
Ini Edo (Estado de Akwa Ibom, 23 de abril de 1982) es una actriz nigeriana, activa en el ambiente del cine de Nollywood. Empezó su carrera en el cine en el año 2000, y desde entonces ha figurado en más de 100 producciones cinematográficas. En 2013 ofició como miembro del jurado en el certamen de belleza Miss Black Africa UK. En 2015 fue nominada en la categoría de mejor actriz protagónica en los Premios de la Academia del Cine Africano por su papel en la película While You Slept. Compartió esta nominación con las actrices africanas Lesliana Pereira, Queen Nwokoye, Aida Wang y Joselyn Dumas. Ha conseguido además otros premios y nominaciones en eventos como los Nollywood Movies Awards, los Golden Icons y los Africa Magic Viewers Choice Awards.

## Filmografía seleccionada

### Cine
| Año  | Película              | Papel     | Notas                                                                                          |
| ---- | --------------------- | --------- | ---------------------------------------------------------------------------------------------- |
| 2003 | Thick Madam           |           |                                                                                                |
| 2004 | World Apart           | Ulinma    | Con Kenneth Okonkwo, Liz Benson y Hilda Dokubo                                                 |
| 2004 | Eye of the Gods       |           | Con Olu Jacobs, Stephanie Linus, Muna Obiekwe                                                  |
| 2004 | Beautiful Faces       |           | Con Stephanie Linus                                                                            |
| 2005 | Ultimate Crisis       |           | Con Rita Dominic y Olu Jacobs                                                                  |
| 2005 | The Begotten          |           | Con Rita Dominic                                                                               |
| 2005 | Only Love             |           | Con Rita Dominic y Olu Jacobs                                                                  |
| 2005 | Last Game             |           | Con Rita Dominic                                                                               |
| 2005 | Desperate Billionaire |           | Con Rita Dominic y Kanayo O. Kanayo                                                            |
| 2005 | Lonely Hearts         |           | Con Stephanie Linus                                                                            |
| 2006 | Girls Cot             |           | Con Genevieve Nnaji, Rita Dominic, Uche Jombo                                                  |
| 2006 | Secret Fantasy        |           | Con Uche Jombo                                                                                 |
| 2006 | Price of Fame         |           | Con Uche Jombo and Mike Ezuruonye                                                              |
| 2006 | Married to the Enemy  |           | Con Mercy Johnson, Desmond Elliot                                                              |
| 2006 | Games Men Play        |           | Con Chioma Chukwuka,Jimy Ike, Kate Henshaw-Nuttal, Dakore Akande, Kalu Ikeagwu, Chinedu Ikedze |
| 2007 | Sleek Ladies          |           | Con Rita Dominic                                                                               |
| 2007 | Most Wanted Bachelor  |           | Con Uche Jombo y Mike Ezuruonye                                                                |
| 2009 | Love Games            |           | Con Uche Jombo y Jackie Appiah                                                                 |
| 2009 | Reloaded              | Tayo      | Con Ramsey Nouah, Stephanie Linus, Rita Dominic Nse Ike Eptim y Desmond Elliot                 |
| 2009 | Live To Remember      |           | Con Mercy Johnson                                                                              |
| 2014 | Caro The Iron Bender  | Caro      |                                                                                                |
|      | Royal Gift'           |           |                                                                                                |
|      | Blind Kingdom'        |           |                                                                                                |
|      | Native Son            |           |                                                                                                |
|      | Ghetto Queen          |           | Con Funke Akindele                                                                             |
|      | Power of Beauty       |           |                                                                                                |
|      | Political Control     |           |                                                                                                |
|      | Ass on Fire           |           |                                                                                                |
|      | Breath Again          |           |                                                                                                |
| 2017 | The Patient           | Enfermera | Con Seun Akindele                                                                              |